# Nizozemsko na Zimních olympijských hrách 1992
Nizozemsko na Zimních olympijských hrách 1992 reprezentovalo 19 sportovců (9 mužů a 10 žen) v 2 sportech.

## Medailisté
| Medaile | Jméno          | Sport          | Disciplína    |
| ------- | -------------- | -------------- | ------------- |
| Zlato   | Bart Veldkamp  | Rychlobruslení | Muži 10 000 m |
| Stříbro | Falko Zandstra | Rychlobruslení | Muži 5 000 m  |
| Bronz   | Leo Visser     | Rychlobruslení | Muži 1 500 m  |
| Bronz   | Leo Visser     | Rychlobruslení | Muži 5 000 m  |